# 銭女
銭女（ぜにじょ）は、フジテレビの『金曜プレステージ』で2014年4月11日に放送された2時間ドラマである。

## 番組概要
渡辺えりと篠田麻里子の初ダブル主演2時間ドラマかつ金曜プレステージ「銭シリーズ」第三弾である。
バブル期を中心に前後を描いたもので、株で金が増えて人が寄って、やがてバブルがはじけて人が去ってという内容。尾上縫事件をモデルとしている。
朝丘雪路のテレビドラマ作品の遺作となった（アルツハイマー型認知症のため、2014年に芸能活動の一線から退き、2018年4月27日逝去）。

## あらすじ
1981年都内の料亭で働いていた山形出身の蓮見恵（渡辺えり）は、金持ち客に取り入りその援助で自分の店を東京の一等地に料亭を持つことになる。時代はバブル期前に人手不足となり従業員募集の張り紙をしたところ白井美保（29）（篠田麻里子）が仲居としてやって来る。
二人は意気投合し時代はバブル期に、蓮見は白井と共謀して銀行マンや証券マンを手玉に取り資産を増やし、その裏で10億円ものタンス預金を利用して架空口座を開き株が大当たり、蓮見はそれ以来、株や金融、不動産で大儲けをし出す。白井は蓮見の手腕を横目にバブルの裏側やノウハウを知ることとなる。儲けに気づいた田舎にいる蓮見の母親トミ（富士真奈美）が山形から上京してやって来てまた問題が起きる。やがてバブルは弾け世の中は一転する。出資は蓮見でその右腕となる白井、二人の銀行を利用した金儲けとそれを取り巻くバブル時代の人物たちを描いたドラマである。
また番組の所々のナレーションは本編の最初と後半に出て来る今の白井美保（56）（かたせ梨乃）が担当している。

## 出演者
- 蓮見恵：渡辺えり
- 白井美保（29）：篠田麻里子
- 白井美保（56）：かたせ梨乃
- 蓮見トミ：富士真奈美
- 浜口正久：西村雅彦
- 女性オーナー：朝丘雪路※遺作
- 神永洋介：北村有起哉
- 笠松実：鈴木浩介
- 吉村衣枝：高橋かおり
- 岩間一也：丸山智己
- 黒川徹男：郭智博
- 増渕靖夫：藤田宗久
- 工藤：森岡豊
- 田所秀信：浅見小四郎
- 山口嘉三
- 嶋崎伸夫
- 御友公喜
- 江森正明
- お宮の松
- 斉藤清六
- 小林大介
- 阪上和子
- 藤夏子
- 松乃薫
- やまざきるみ
- 高松潤
- 中山夢歩
- 道脇広行
- 菊池隆志
- 井上智之、他
- クロキプロ、ワタナベエンターテイメントカレッジ

## スタッフ
- 脚本：西岡琢也
- 撮影：上赤寿一
- 照明：関根謙一
- VE：瀬尾幸夫
- 録音：林昭一
- 編集：北澤良雄
- 選曲：山川繁
- 効果：橋本正二
- EED：和田多加
- MA：兒玉邦宏
- 美術プロデュース：津留啓亮
- 衣裳：さかいなおみ
- ヘアメイク：小川幸美、鎌田真由美（かたせ梨乃担当）、小出冨久（朝丘雪路担当）
- スタイリスト：梅原ひさ江（かたせ梨乃、篠田麻里子担当）
- 装飾：佐々木健一
- 持道具：佐々木理恵
- 経済考証：山崎元
- 広報：加藤麻衣子（フジテレビ）
- 擬斗：深作覚（日俳連アクション部会）
- 題字：坂本眞美
- スチール：下平知子
- 車輛：マエダオート
- 助監督：吉野晴亮
- 制作担当：木村義明
- 制作主任：田澤俊彦
- 制作デスク：小野塚睦美
- 記録：高橋扶佐緒
- プロデューサー補：伊藤茜
- 編成企画：太田大（フジテレビ）
- プロダクションプロデューサー：渡邊万由美（渡辺プロ）、平野昌一（バーニングプロ）[2][3]
- プロデューサー：志村彰、畑有紗
- 監督：吉川一義
- 制作：フジテレビ
- 制作著作：The icon

## 主題歌
- Lost child,　歌：安藤裕子(cutting edge)